# Cycas edentata
Cycas edentata es una especie de Cycadopsida del género Cycas, de la familia Cycadaceae, del orden Cycadales.

## Distribución
Cycas edentata se distribuye por Indonesia (Bali, Bengkulu, Jawa Barat, Jawa Tengah, Jawa Timur, Lampung, Riau, Sumatra Utara), Malaysia (Johore, Langkawi, Malacca, Pahang, Perak, Sabah, Sarawak, Terengganu), Myanmar, Filipinas (Balabac, Basilan, Cebu, Masbate, Mindanao, Mindoro, Negros, Palawan, Panay, Polillo), Singapur (Changi), Tailandia (Chumphon, Narathiwat, Phang Nga, Phu Ket, Satun, Trang, Trat) y Vietnam (Kien Giang).

## Taxonomía
Fue descrita científicamente por de Laub.. Fue publicado por primera vez en de Laub. In: Blumea 43(2): 372. (1998).